# Даргинці

Розселення даргинців у Дагестані за переписом 2002 року

Даргинці (самоназва — дарганте) — другий за чисельністю народ Дагестану. Розмовляють даргинською мовою. Основні заняття: землеробство, тваринництво, садівництво, частина даргинців працює на промислових підприємствах. На основі багатої усної народної творчості розвинулася література даргинців. Здавна відома майстерність ювелірів селища Кубачі.
Релігія — сунітський іслам.

## Чисельність
Динаміка чисельності даргинців з 1926 р.
- 1926 — 108 963 (міських жителів — 0,9 %)
- 1939 — 152 010 (міських жителів — 5,2 %)
- 1959 — 152 563
- 1970 — 224 172
- 1979 — 280 444
- 1989 — 353 348
- 2002 — 510 156
- 2010 — 589 386 (міських жителів — 38,4 %)

## Розселення
Загальна чисельність даргинців бл. 600 тис. осіб, в тому числі у Росії — 589 386 (2010), Киргизстані — 2 704 (1999), Україні — 1 610 (2001).
Чисельність даргинців у регіонах РФ за переписом 2010 р.
- Дагестан (Акушинський, Дахадаєвський, Кайтазький, Левантинський, Сергокалинський райони та ін.) — 490 384 (16,5 %)
- Ставропольський край — 49 302 (1,8 %)
- Ростовська область — 8 304 (0,2 %)
- Калмикія — 7 590 (2,7 %)

## Антропологічний тип
Доволі примітним є той факт, що, згідно з польовими дослідженнями фон Еркерта, саме на просторі (території) між дідойцями і осетинами в великій кількості (у порівнянні з іншими кавказцями) фіксуються такі ознаки як долихокефалія — високий зріст, світле волосся, шкіра і очі, які характеризують германський тип.
У даргинців, що живуть на північному сході Дагестану, треба відзначити деяку кореляцію, зазначених вище ознак, при переміщенні з півночі на південь.
Отже, серед 33-х кайтагців (виключаючи представників Маджаліс і Кала-Корейша) переважає долихокефалія, так званого, германського типу.
72 даргинцев-акушінца мають той самий тип — германський.
На додачу слід зазначити, що долихокефільність відносно зростає в Цудахарі та Харбуку. У Цудахарі також значно частіше зустрічається сірий колір очей (7 з 10-ти). Тут германський тип виражений найяскравіше.

## Основні райони проживання даргинців у Дагестані за даними перепису 2010[12]
| Назва району             | Населення району | % даргинців |
| Дахадаєвський район      | 36 709           | 99,0 %      |
| Сергокалинський район    | 27 133           | 98,9 %      |
| Акушинський район        | 53 558           | 96,0 %      |
| Кайтазький район         | 31 368           | 90,1 %      |
| Левашинський район       | 70 704           | 76,5 %      |
| Ізбербаш                 | 55 646           | 64,9 %      |
| Каякентський район       | 54 089           | 42,3 %      |
| Карабудахкентський район | 73 016           | 32,3 %      |
| Тарумовський район       | 31 683           | 23,5 %      |
| Южно-Сухокумськ          | 10 035           | 21,1 %      |
| Каспійськ                | 100 129          | 20,7 %      |
| Кізлярський район        | 67 287           | 19,5 %      |
| Махачкала (м/о)          | 696 885          | 15,3 %      |
| Кизляр (м/о)             | 51 707           | 14,4 %      |
| Буйнакський район        | 73 402           | 13,4 %      |
| Кумторкалинський район   | 24 848           | 8,4 %       |
| Ногайський район         | 22 472           | 8,1 %       |
| Дербентський район       | 99 054           | 7,9 %       |
| Дагестанські Огні        | 27923            | 6,6 %       |
| Буйнакськ                | 62 623           | 6,3 %       |
| Бабаюртівський район     | 45 701           | 6,1 %       |
| Агульський район         | 11 204           | 5,9 %       |
| Дербент                  | 119 200          | 5,6 %       |
| Хасавюртівський район    | 141 232          | 5,4 %       |
| Хасавюрт                 | 131 187          | 4,1 %       |
| Гунібський район         | 25 303           | 2,5 %       |
| Кизилюрт (м/о)           | 43 421           | 2,3 %       |
| Лакський район           | 12 161           | 2,0 %       |
| Дагестан                 | 2 910 249        | 17,0 %      |